# داي دارك
داي دارك (باليابانية: 大ダーク، بالروماجي: Dai Dāku) هي سلسلة مانغا يابانية من تأليف ورسم كيو هاياشيدا نشرت من قبل شوغاكوكان في مجلة شونن سندي الشهرية [الإنجليزية]، منذ 12 مارس عام 2019. تم تجمع فصول المانغا من قبل شوغاكوكان حتى الآن في 3 مجلدات تانكوبون، نشر أول مجلد في 12 نوفمبر عام 2019.

## القصة
تدور أحداث القصة عن زاها سانكو هو رجل فضائي غريب وغامض، يعتبره معظم الناس أعظم كنز في الكون، تزعم أسطورة عنه أن امتلاك عظامه سيمنحك أي أمنية تريدها، مما يؤدي إلى معاداة الجميع له، يقضي أيامه في صد الكائنات الفضائية الغريبة.

## وصلات خارجية
- داي دارك على موقع Gekkan Sunday باللغة اليابانية
- داي دارك على موقع ANN manga (الإنجليزية)